# Atlantski zid
Atlantski zid (nemško Der Atlantikwall) je bil obrambni sistem, ki ga je med drugo svetovno vojno zgradil Tretji rajh, da bi preprečil zavezniško izkrcanje v zahodni Evropi ter tako nastanek t. i. druge fronte. Obrambni sistem je potekal ob atlantskih obalah zahodne Evrope. Začel se je na meji med Španijo in Francijo ter potekal čez Francijo, Belgijo, Nizozemsko, Nemčijo, Dansko in Norveško vse do Severnega rta na skrajnem severu Evrope.
Gradnja obrambne linije se je začela aprila 1942 po napadu britanskih komandosov na doke v St. Nazarie 28. marca istega leta. Obramba je do leta 1944, ko je poveljstvo nad obrambno linijo prevzel Erwin Rommel, počasi napredovalo. Najmočneje so bile utrjene obale v Franciji, še posebej okoli Calaisa, Belgiji in na Nizozemskem. Leta 1944 se je gradnja zaradi vse večje nevarnosti zavezniškega izkrcanja pospešila, še posebej v Franciji. Do 6. junija 1944 je bilo na Francoski atlantski obali zgrajenih na tisoče tankovskih in pehotnih ovir, mitraljeških bunkerjev, topniški bunkerjev, minskih polj, poplavljena so bila tudi številna polja, da bi tako preprečili zračni desant. Nekateri kraji, kot so bili npr. Kanalski otoki in Lorient so bili tako močno utrjeni, da jih zavezniki zaradi velikih izgub vse do konca vojne nikoli niso poizkušali osvojiti.
Med in po vojni je bilo veliko utrdb uničenih, nekatere pa so se ohranile vse do današnjih dni in so danes spremenjene v muzeje ter tako odprte za javnost.